# Frecciarossa

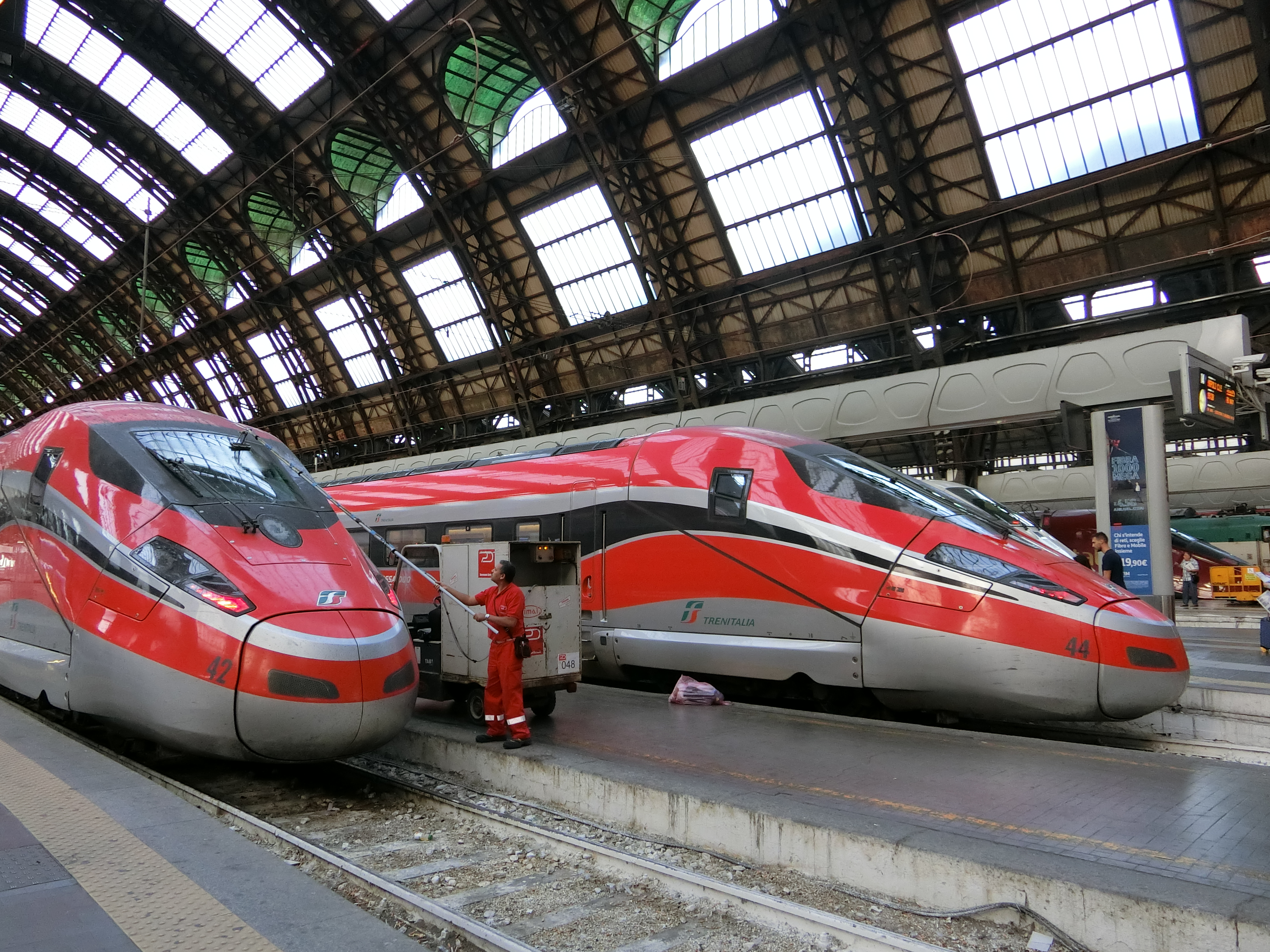
Frecciarossa prestado por un ETR 1000en la estación de Milán Central.

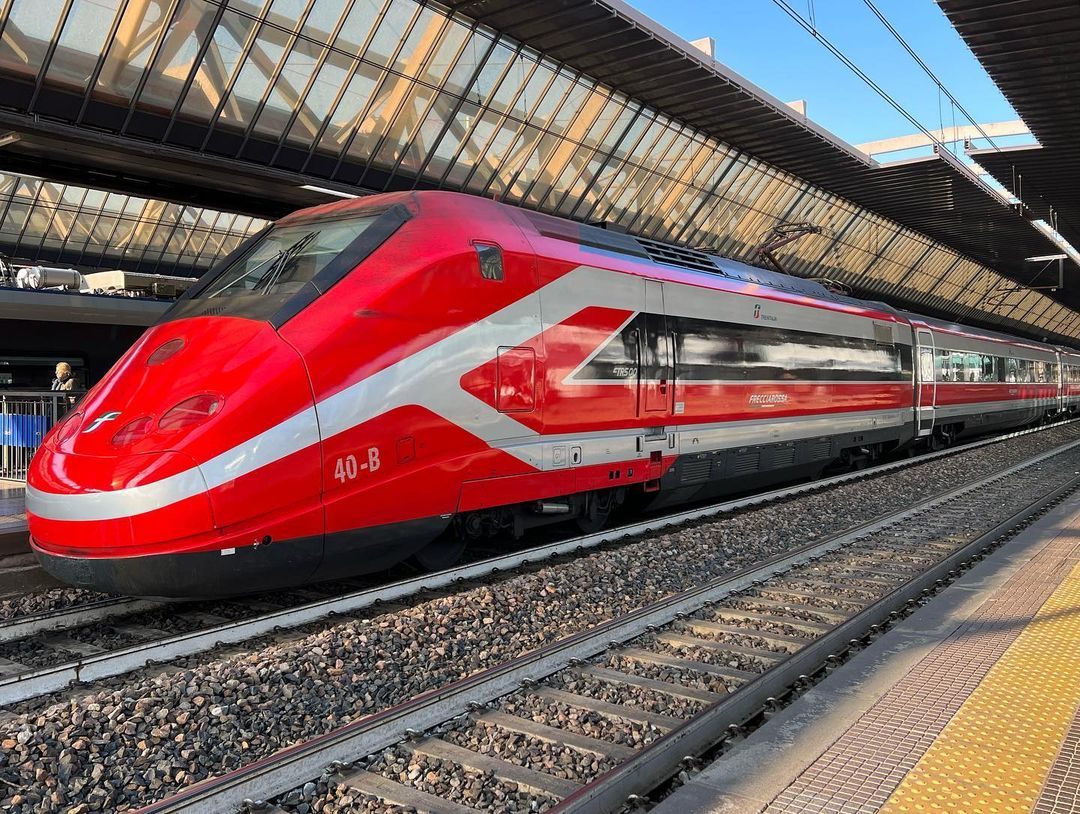
Frecciarossa prestado por un ETR 500

Frecciarossa (flecha roja) es la denominación comercial de los servicios de alta velocidad prestados por la operadora estatal italiana Trenitalia. Los trenes que realizan estos itinerarios son los pendolinos ETR 500 y ETR 1000, alcanzando velocidades de hasta 400 km/h. Aunque en servicio circulan como máximo a 300 km/h ya que esa es la máxima velocidad permitida en vías italianas. 
Estos servicios, junto a los "Frecciargento", han sustituido desde enero de 2013 a la marca Eurostar Italia AV. 

## Recorrido

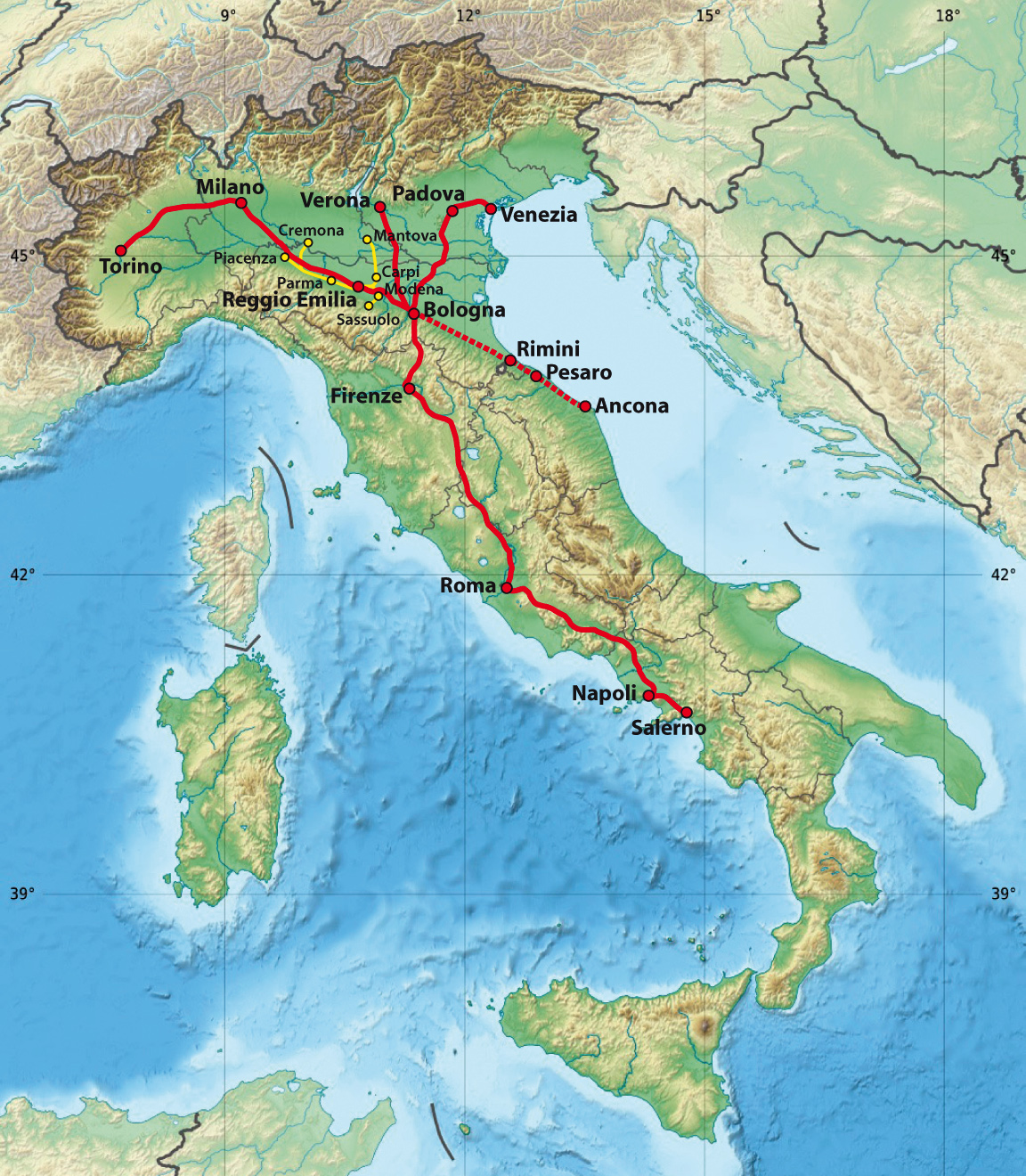
Itinerario de alta velocidad que cubre el "Frecciarossa".

El "Frecciarossa" cubre el itinerario de alta velocidad Turín–Salerno, que comprende los siguientes tramos:
- LAV Milán-Verona
- LAV Milán-Bolonia
- LAV Bolonia-Florencia
- LAV Florencia-Roma
- LAV Roma-Nápoles
- LAV Nápoles-Salerno

## Servicio
Todos los trayectos se realizan en el corredor Salerno–Turín, existiendo un mayor número de servicios en el tramo Roma–Milán.
- Nápoles - Roma Termini - Roma Tiburtina - Florencia Santa Maria Novella - Bolonia Central - Reggio Emilia AV - Milán Central
- Roma Termini - Milán Central - Turín Puerta Susa - Turín Puerta Nueva
- Roma Termini - Roma Tiburtina - Florencia Santa Maria Novella - Bolonia Central - Milán Central
- Salerno - Nápoles - Roma Termini - Roma Tiburtina - Florencia Santa Maria Novella - Bolonia Central - Milán Central - Turín Puerta Susa - Turín Puerta Nueva